# Lindsey Pearlman

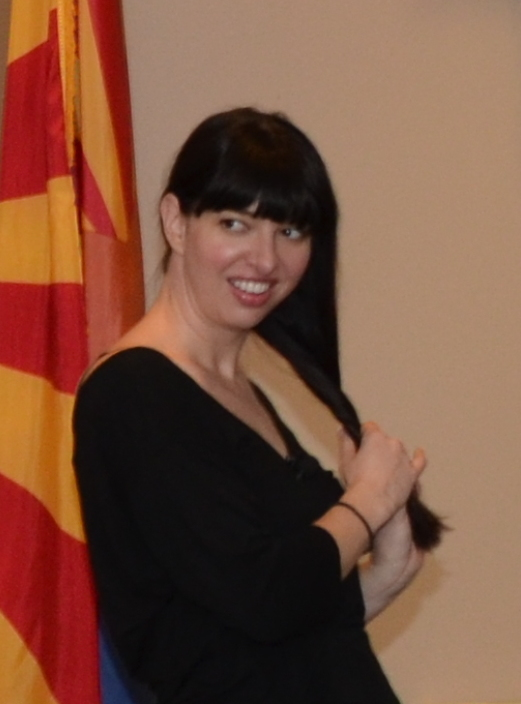
Lindsey Pearlman im Juni 2013

Lindsey Erin Pearlman (* 6. Oktober 1978 in Chicago, Illinois; † vor oder am 18. Februar 2022 in Hollywood, Kalifornien) war eine US-amerikanische Schauspielerin, bekannt für ihre Rollen in General Hospital und Chicago Justice.

## Leben
Lindsey Pearlman wurde am 6. Oktober 1978 in Chicago, Illinois geboren. Bereits in jungen Jahren begann Lindsey mit ihrer Schauspiel-Karriere.
Im Jahr 2017 spielte Lindsey bei der Fernsehserie Chicago Justice mit. Im Jahr 2020 spielte Lindsey dann bei der Fernsehserie General Hospital mit.
Am 16. Februar 2022 wurde sie vom Los Angeles Police Department als vermisst gemeldet, man sah sie zuletzt am 13. Februar 2022 in Hollywood. Nur wenige Tage später, am 18. Februar 2022, fand die Polizei ihre Leiche.

## Filmografie
- 2013: Kam Kardashian (Fernsehserie, 1 Folge)
- 2015: Empire (Fernsehserie, 1 Folge)
- 2017: Chicago Justice (Fernsehserie, 5 Folgen)
- 2019: Sneaky Pete (Fernsehserie, 1 Folge)
- 2019: Signal to Noise (Kurzfilm)
- 2019: The Purge (Fernsehserie, 1 Folge)
- 2020: General Hospital (Fernsehserie, 2 Folgen)
- 2021: Selena: The Series (Fernsehserie, 1 Folge)
- 2021: The Ms. Pat Show (Fernsehserie, 5 Folgen)
- 2021: Vicious (Fernsehserie, 6 Folgen)